# Colotois cuneata
Colotois cuneata är en fjärilsart som beskrevs av Rudolphi 1935. Colotois cuneata ingår i släktet Colotois och familjen mätare. Inga underarter finns listade i Catalogue of Life.